# Venas temporales superficiales
Las venas temporales superficiales (TA: venae temporales superficiales) son venas que drenan las partes laterales del cuero cabelludo en las regiones frontal y parietales cuyas tributarias forman una sola vena temporal superficial frente a la oreja, justo por arriba de la arco o apófisis cigomática. Esta vena descendente recibe a las venas temporal media y facial transversa, y, al perforar la glándula parótida, se une con la vena maxilar interna en la profundidad en relación con el cuello de la mandíbula para formar el tronco temporomaxilar.

## Trayecto
Comienza en el lateral y vértice del cráneo en un plexo que se comunica con las venas frontal y supraorbitaria, con la vena correspondiente del lado opuesto, y con la vena auricular posterior y la vena occipital.
Desde esta red frontal y parietal emergen ramas, que se unen por encima del arco cigomático para formar un tronco común (también llamado arteria temporal superficial), que se une a la vena temporal media, que aparece desde el músculo temporal.
Entonces cruza la raíz posterior del arco cigomático, entra en la sustancia de la glándula parótida, y se une con la vena maxilar interna para formar la vena facial posterior.

## Venas tributarias
La vena temporal superficial recibe en su curso las siguientes venas:
- Algunas venas parotídeas.
- Venas articulares desde la articulación temporomandibular.
- Venas auriculares anteriores del pabellón de la oreja (TA: venae auriculares anteriores): Ramas de la parte anterior de la oreja.
- La vena transversal de la cara desde un lado de la cara.

## Imágenes adicionales

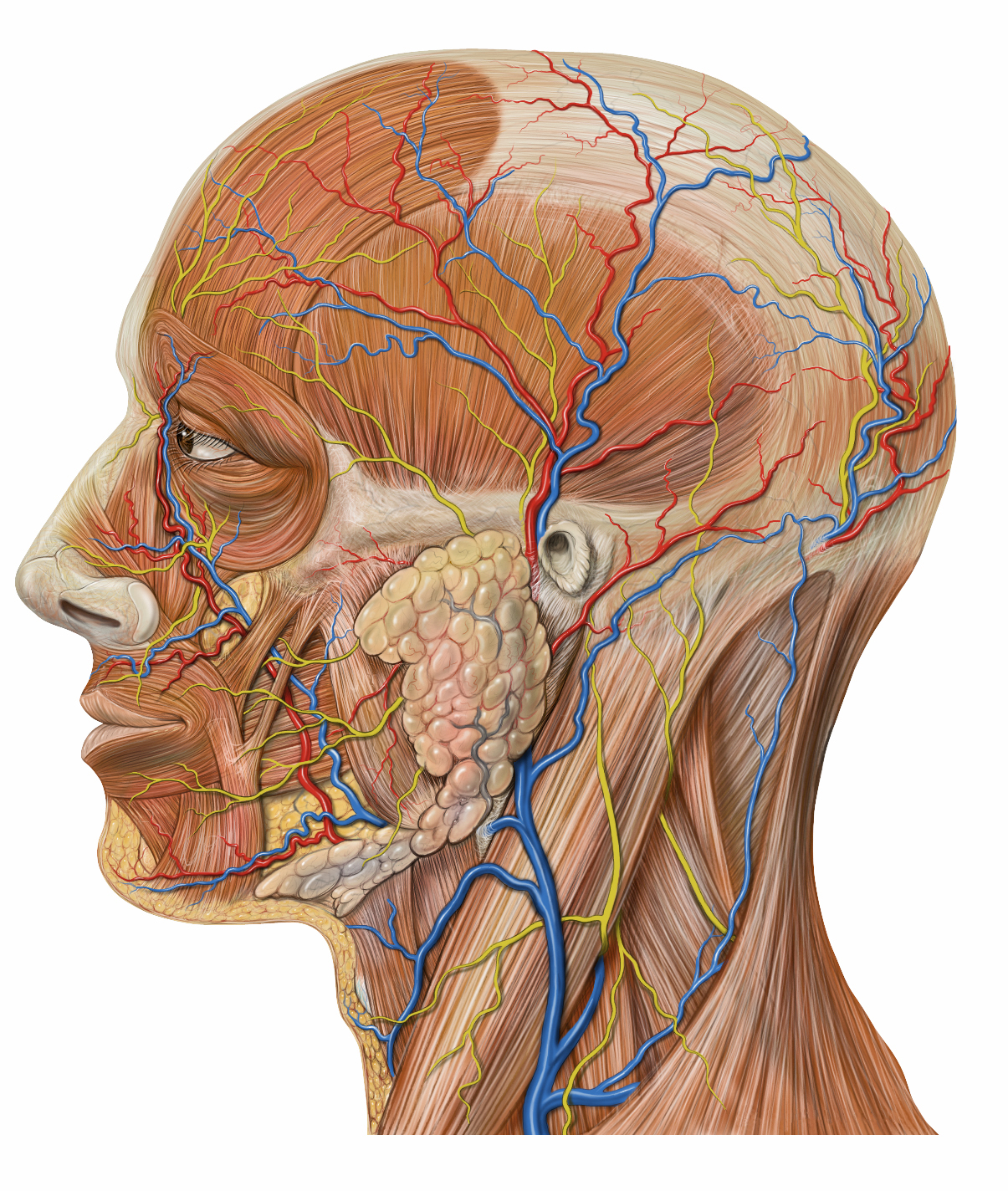
Detalle anatómico del lateral de la cabeza.
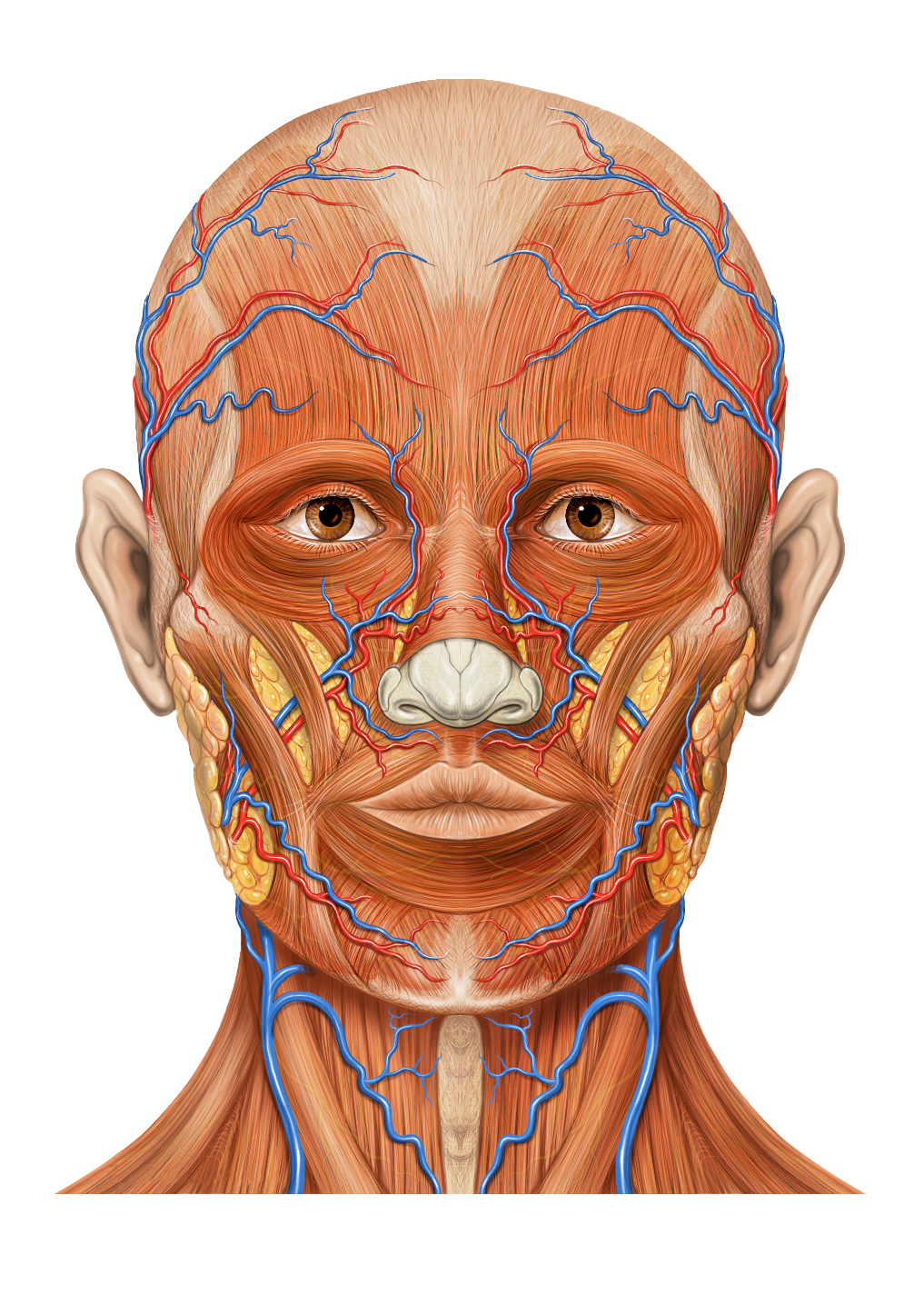
Anatomía de la cabeza, vista anterior.